# Troy Coker
Troy Coker (Brisbane, 30 maggio 1965) è un ex rugbista a 15 australiano, terza linea centro, campione del mondo nel 1991 con gli Wallabies.

## Biografia
Coker, nativo del Queensland, fu dedito fino ai 18 anni al rugby a XIII; entrò per caso nel mondo del rugby a 15 quando, accompagnando a un incontro un amico dedito a tale disciplina, fu invitato a giocare per riuscire a mettere insieme quindici elementi; poco dopo fu ingaggiato dalle giovanili del Queensland e lì iniziò la sua carriera.
Qualche anno più tardi fu in Europa per gli studi universitari a Oxford, istituto per la cui squadra di rugby scese in campo nel Varsity Match 1988 contro Cambridge.
Divenne internazionale in occasione della Coppa del Mondo di rugby 1987, disputando il suo primo incontro con gli Wallabies contro l'Inghilterra nella fase a gironi di tale competizione; militò negli Harlequins, formazione londinese che in occasione della finale della Coppa del Mondo di rugby 1991 tra Australia e Inghilterra vide otto suoi giocatori in campo: lo stesso Coker per l'Australia più altri sette suoi compagni di squadra per l'Inghilterra.
Fece anche parte della squadra che partecipò alla Coppa del Mondo di rugby 1995 in Sudafrica e, all'avvento del professionismo, firmò un contratto triennale con la neonata franchise di Canberra del ACT Brumbies, uno dei membri fondatori del Super Rugby; nel 1998 annunciò il suo abbandono del rugby internazionale.
Spostatosi di nuovo in Inghilterra, firmò un contratto per il Saracens da cui fu liberato tuttavia un anno più tardi, per smettere definitivamente l'attività agonistica nel 1999 e dedicarsi alla sua carriera dirigenziale.

## Palmarès
- Coppe del mondo: 1
Australia: 1991